# وادیم آبراموف
وادیم آبراموف (ارمنی: Վադիմ Աբրամով; انگلیسی: Vadim Abramov؛ زادهٔ ۵ اوت ۱۹۶۲) یک بازیکن فوتبال، و سرمربی ارمنی‌تبار اهل ازبکستان است.
از باشگاه‌هایی که در آن بازی کرده‌است می‌توان به باشگاه فوتبال تاوریا سیمفروپول اشاره کرد.